# Larvik
Larvik város és község (norvégul: kommune) Norvégia délkeleti Østlandet földrajzi régiójában, mintegy 105 kilométerre délnyugatra a főváros Oslótól Vestfold megyében.

## Földrajz
Larvik község területe 535 km², népessége 41 723 (2008), ebből magában Larvik városban mintegy 23 100-an laknak. A községhez tartozik a mintegy ötezer lakosú Stavern város és Nevlunghavn, Helgeroa, Kvelde, Hvarnes és Tjølling falvak is.
A községen halad át a Numedalslågen folyó (helyi neve Lågen) és Larvik város közelében található a 20 kilométer hosszú Farris morénató. Természetes forrásainak vizéből készül a Farriskildene, vagy röviden Farris ásványvíz.

## Történelem
A név rekonstruált óészaki alakja *Lagarvík. Az összetett szó előtagja a „víz, folyó” jelentésű logr genitivusa, az utótag vík („benyíló a vízen”). a teljes szó eredeti jelentése a következő lehetett: „benyíló a (Numedalslågen') folyó torkolatánál” (lásd még: > Lardal).
1889-ig Laurvik, vagy Laurvig írásmódban szerepel.
Címere 1989-ben született, árbócot és három vitorlát ábrázol, a község tengerészeti hagyományait megjelenítendő.
A várost (korabeli dán neve Laurvig) 1671-ben alapította Laurvig első grófja, Ulrik Frederik Gyldenløve (III. Frigyes dán király törvénytelen fia). Ma is létezik az 1820-as években, az utolsó laurvigi gróf csődbejutásakor alapított Treschow-birtok, amelynek tulajdonosa a dúsgazdag Mille-Marie Treschow.

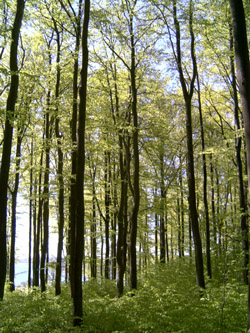
Bøkeskogen („Bükkerdő”)

## Közlekedés
A város kikötő a Skagerrak partján, amelyet napi kompjárat köt össze a dániai Hirtshalsszal.

## Turizmus
A tjøllingi Kaupangnál láthatók a középkori Skiringssal kereskedelmi állomás romjai.
A larviki Bøkeskogen („Bükkerdő”) a bükk (Fagus sylvatica) legészakibb természetes előfordulási helye.
Az idelátogató turisták szeretik felkeresni Mølen ősi kőrakásait is (ld. még cairn).

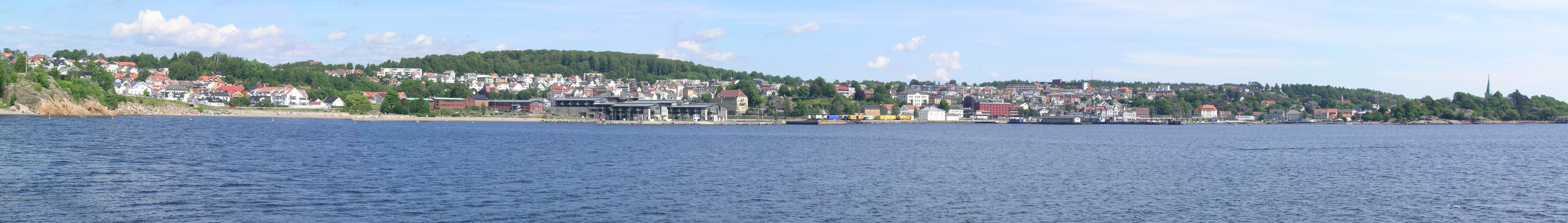
Larvik panorámaképe

## Személyek
- Thor Heyerdahl (1914 - 2002) etnográfus
- Carl Nesjar (1920) művész
- Arne Nordheim (1931) zeneszerző
- Johan Sverdrup (1816 - 1892) norvég miniszterelnök

### Díszpolgárok
- Antonio Bibalo
- Thor Heyerdahl
- Carl Nesjar
- Arne Nordheim

## Külső hivatkozások
- Larvik község honlapja (norvégül, angolul, németül, franciául)
- Élő kamera - Larvik tér
- Élő kamera - 10 kamera Larvikban
- Visitlarvik.no